# 노동조합 및 노동관계조정법
노동조합 및 노동관계조정법(勞動組合 및 勞動關係調整法)은 노동자가 단결하여 단체교섭이나 기타 단체행동을 할 수 있는 권리를 인정하고 구체적으로 보장하는 방법 등을 규정한 법을 말한다.
이 법은 근로자의 자주적인 단결권·단체교섭권과 단체행동권을 보장하며, 근로자의 근로조건을 유지, 개선하고 근로자의 복지를 증진시키려는 목적을 가지고 있다. 또한 근로자의 단체행동의 자유를 보장하는 동시에 노동쟁의를 공정하게 조정하여 노사간의 평화가 유지되도록 함을 목적으로 하고 있다. 노동쟁의시 폭력과 제3자의 개입은 금지된다. 노동조합 및 노동관계 조정법은 1997년 3월 13일 법률 제5310호로 제정되었고, 총칙, 노동조합, 단체교섭 및 단체협약, 쟁의행위, 노동쟁의의 조정, 부당노동행위, 보칙, 벌칙 등 총 96조와 부칙으로 되어 있다. 2010년 1월 1일 효력이 발생하기로 되어있었으나 1월 1일 새벽 국회의장 김형오의 직권상정으로 추미애 환경노동위원장의 개정안이 본회의를 통과하여 그 시행이 복수노조 허용은 2011년부터로 노동조합 전임자 임금지급 금지는 2010년부터로 시행이 연기되었다.

## 법률 용어

### 부당노동행위
부당노동행위(不當勞動行爲)는 사용자가 노동자의 단결 활동을 방해하는 행위를 말한다. 즉, 사용자가 노동조합의 강대화에 대처하여 해고권의 행사, 단체교섭의 거부 등으로 노동조합의 약체화를 꾀하는 것이다. 근로자의 근로기본법에 대한 사용자의 침해를 노동조합이 자주적으로 방위하기가 어려운 경우, 균형 있는 노사관계의 정립과 노동조합의 건전한 발전을 도모하기 위하여 사용자의 이러한 근로권 침해행위를 국가기관이 개입 시정하여야 할 것이 요구된다. 노동위원회는 조사결과 사용자측의 부당노동행위가 인정되면, 지체없이 구제명령을 발하여 그 노동자를 원상복귀 시켜야 한다(노동조합 및 노동관계조정법 제81조).

### 부당노동금지행위
부당노동금지행위(不當勞動禁止行爲)는 부당노동행위로서 금지되는 행위는 노동조합의 정당한 행위에 대해 불이익을 주는 일, 노동자가 노동조합에 가입하거나 탈퇴할 것을 고용조건으로 하거나 특정 노동조합의 가입을 고용 조건으로 하는 행위, 정당한 이유없이 단체교섭을 거부하거나 해태하는 행위, 노동조합의 결성·운영을 지배·개입하는 행위, 노동조합의 운영을 보조하는 행위 등이다.

### 직장폐쇄
직장폐쇄(職場閉鎖)는 사용자가 그의 주장을 관철하기 위하여 집단적 분쟁에 있어 산업이나 산업체내의 많은 근로자들을 취업상태에서 배제시키는 것을 말한다. 직장폐쇄는 사용자가 근로자들의 노무제공의 수령을 거부함으로써 임금의 탈락에 의한 경제적 압력을 가하려는 것으로 근로자들의 파업이 사용자에게 노무의 제공을 거부함으로써 경제적 타격을 주는 것과 마찬가지이다. 직장폐쇄에는 사용자가 일단 쟁의행위를 중단하면 노무의 수령이 거부되었던 근로자들을 다시 취업시킨다는 것이 전제되어 있다. 사용자는 노동조합이 쟁의행위를 개시한 이후에만 직장폐쇄를 할 수 있으며, 사용자는 직장폐쇄를 할 경우에는 미리 행정관청 및 노동위원회에 각각 신고하여야 한다(노동조합 및 노동관계조합법 제46조).

### 준법투쟁
준법투쟁(遵法鬪爭)은 일반적으로 보안규정이나 안전규정을 준수하도록 되어 있지만 필요 이상으로 아주 엄격하게 준수함으로써 작업능률과 생산능률을 일부러 저하시키는 행위이다. 준법투쟁은 일부러 작업능률을 저하시킨다는 점에서 태업과 비슷하다.

### 냉각기간
냉각기간(冷却期間)은 일정기간을 경과하지 않으면 쟁의행위를 할 수 없는 것을 말한다. 냉각기간은 쟁의당사자가 평화적인 분쟁해결을 다시 시도해 줄 것을 바라는 데 그 의의가 있다. 따라서 이 기간 내에 노사당사자와 노동위원회는 쟁의행위의 발생을 사전에 예방하려는 데에 그 취지가 있다. 쟁의행위는 노동쟁의의 발생신고가 행정관청에 접수된 날로부터 일반사업은 10일, 공익사업은 15일이 경과하지 않으면 이를 행할 수 없으며 이 규정에 위반한 쟁의행위는 벌칙의 적용을 받게 되지만 쟁의행위 자체가 정당성을 상실하여 형사상·민사상의 책임을 발생케 하는 것은 아니다(노동조합 및 노동관계조정법 제54조).

### 예고기간
예고기간(豫告期間)은 사전통지 후 일정기간이 경과한 후에 효력이 발생하는데 그 동안의 기간을 말한다.

### 조정(調整)
조정(調整)은 객관적 입장에서 이해관계를 달리하는 상태나 행위 사이에 타당한 해결을 유도하는 것을 의미한다. 조정은 노동관계 당사자가 직접 노사협의 또는 단체교섭에 의하여 근로조건 기타 노동관계에 관한 사항을 정하거나 노동관계에 관한 주장의 불일치로 조정하고 이에 필요한 노력을 하는 것을 방해하지 아니한다. 또한 노동관계 당사자는 단체협약에 노동관계의 적정화를 위한 노사협의 기타 단체교섭의 절차와 방식을 규정하고 노동쟁의가 발생한 때에는 이를 자주적으로 해결하도록 노력하여야 한다. 국가 및 지방자치단체는 노동관계 당사자간에 노동관계에 관한 주장이 일치하지 아니할 경우에 노동관계 당사자가 이를 자주적으로 조정할 수 있도록 조력함으로써 쟁의행위를 가능한 한 예방하고 노동쟁의의 신속하고 공정한 해결에 노력하여야 한다. 노동관계 당사자와 노동위원회 기타 관계기관은 사건을 신속히 처리하도록 노력하여야 한다. 또한 국가·지방자치단체·국공영기업체·방위산업체 및 공익사업에 있어서의 쟁의행위의 조정은 우선적으로 취급하여야 한다(노동조합 및 노동관계조정법 제47조·제48조·제49조·제50조·제51조).

### 조정(調停)
노동위원회는 관계 당사자의 일방이 노동쟁의의 조정을 신청한 때에는 지체없이 조정을 개시하여야 하며 관계 당사자 쌍방은 이에 성실히 임하여야 한다. 조정은 조정의 신청이 있는 날부터 일반사업에 있어서는 10일, 공익사업에 있어서는 15일 이내에 종료하여야 한다. 그러나 조정기간은 관계 당사자간의 합의로 일반사업에 있어서는 10일, 공익사업에 있어서는 15일 이내에서 연장할 수 있다.

### 조정위원회
조정위원회(調停委員會)는 조정위원 3인으로 구성하며 조정위원은 당해 노동위원회의 위원 중에서 사용자를 대표하는 자, 근로자를 대표하는 자, 공익을 대표하는 자 각 1인을 그 노동위원회의 위원장이 지명하되 근로자를 대표하는 조정위원은 사용자가 사용자를 대표하는 조정위원은 노동조합이 각각 추천하는 노동위원회 위원 중에서 지명하여야 한다. 다만, 조정위원회의 회의 3일 전까지 관계 당사자가 추천하는 위원의 명단 제출이 없을 때에는 당해 위원을 위원장이 따로 지명할 수 있다(노동조합 및 노동관계조정법 제53조·제54조).

### 중재
중재(仲裁)는 민사상 당사자의 합의에 의해 선출한 중재인의 판정에 의하여 당사자간의 분쟁을 해결해 나가는 절차이다. 중재의 본질은 사적 재판이라는 데에 있는데, 그 점에서 재판상의 화해 및 조정과는 다르다. 법원의 재판에 비하여 중재제도는 단심제이기 때문에 분쟁이 신속히 해결되고 비교적 비용이 저렴하다. 또한 중재인을 관계분야의 전문가로 선정함으로써 실정에 맞는 분쟁해결이 가능하다. 노동법상으로는 노사간의 분쟁이 해결되지 않을 때 이 중재기관(중재위원회)이 내리는 중재재정으로 분쟁을 신속히 해결하려는 제도이다.

### 피케팅
파업을 효율적으로 행하기 위하여 근로희망자들에게 사업장 또는 공장으로의 출입을 막으며 파업참여에 협력할 것을 요구하는 행위이다. 배반자나 파업을 파괴하는 자를 막기 위해 직장 입구 등에 파수꾼(피켓)을 두고 작업을 저지, 공중에게 호소한다. 따라서 피케팅은 파업이나 보이콧에 수반되는 보조적 쟁의수단이고 그것 자체로서는 독립된 쟁의행위라고는 할 수 없다.

## 평가
이 법은 여러 가지 측면에서 일방적으로 노동조합에 불리하다.
예를 들면 제44조는 쟁의행위 기간중의 임금지급 요구의 금지를 규정했지만 제38조 노동조합의 지도와 책임 ②항에서는 작업시설의 손상이나 원료·제품의 변질 또는 부패를 방지하기 위한 작업은 쟁의행위 기간중에도 정상적으로 수행되어야 한다고 노동조합에 책임을 지워놓았다. 노동조합원들에게는 임금을 지급하지 않고 가족의 생명을 위협해도 괜찮다고 하면서 작업시설의 손상이나 원료·제품의 변질 또는 부패를 방지하는 것은 그것보다도 더 중요하다고 하는 것이다. 공정한 법이라면 쟁의기간 중에도 사용자는 노동조합원 가족의 최저생계비를 지급하거나 또는 작업시설의 손상이나 원료·제품의 변질 또는 부패를 막는 것은 사용자의 추가부담으로 해야 할 것이다.
또한 제41조 쟁의행위의 제한과 금지 ①항에서는 노동조합의 쟁의행위는 그 조합원의 직접·비밀·무기명투표에 의한 조합원 과반수의 찬성으로 결정하지 아니하면 이를 행할 수 없다고 유효투표의 과반수가 아니라 노동조합원 과반수의 찬성이라는 부담을 지워 놓았다. 공정한 법이라면 대통령, 국회의원, 지방자치단체장 등의 선거에서 유권자 과반수의 찬성이 나와야 당선된다는 조항을 만들거나 유효투표한 조합원 과반수의 찬성으로 쟁의행위를 시작할 수 있도록 해야 할 것이다.
사용자를 위하여 법률회사가 자문해 주는 것이 처벌받지 않은 것처럼 법에서도 이미 제29조 교섭 및 체결권한의 ②항에서는 노동조합과 사용자 또는 사용자단체로부터 교섭 또는 단체협약의 체결에 관한 권한을 위임받은 자는 그 노동조합과 사용자 또는 사용자단체를 위하여 위임받은 범위안에서 그 권한을 행사할 수 있다고 하였다. 하지만 제3자 개입금지라는 명목으로 사법부에서는 지속적으로 사람들을 처벌하였다.
벌칙은 일반형법조항과 마찬가지로 불공정한데 연매출 몇 조원이 넘는 기업에 최대 5000만원의 벌금을 매기는 것과 노동조합에 5000만원의 벌금을 매기는 것은 전혀 다른 효과를 나타낸다. 벌칙은 노동조합이나 기업이나 똑같이 연간예산의 2%니 3%니 하는 방식으로 매겨야 한다. 그리고 위법사항이 있을 경우 노동조합대표나 기업대표 모두에 대해서 동일한 수준에서 징역형을 내려야 한다.

## 노동조합설립 신고제 및 청원경찰의 근로3권 제한 사건
노동조합설립 신고제 및 청원경찰의 근로3권 제한 사건은 대한민국의 헌법재판소 판례이다.

## 사실관계
청구인들은 항소심 계속중 노동조합법 제7조 제3항, 제93조 제1호와 청원경찰법 제11조에 대하여 위헌제청신청을 하였으나, 법원은 판결을 선고하면서 위헌제청 신청을 기각하였고, 이에 청구인들은 헌법재판소법 제68조 제2항에 따라 위 조항들에 대하여 이 사건 헌법소원심판을 청구하였다.

## 노조전임자의 급여 지급금지 사건
노조전임자의 급여 지급금지 사건(2014.5.29. 2010헌마606)은 대한민국 헌법재판소 판례이다.  노동조합 전임자가 사용자로부터 급여를 받는 것을 금지하고 근로시간 면제 한도 내에서 노조 업무를 보장하는 근로시간 면제제도(타임오프제도)는 합헌이라는 헌법재판소 결정이 나왔다.

## 같이 보기
- 노동조합
- 노동쟁의
- 보이콧